# 有馬敲
有馬 敲（ありま たかし、1931年12月17日 - 2022年9月24日）は、昭和・平成期の詩人、作家。本名は西田 綽宏（にしだ のぶひろ）。日本文藝家協会、日本ペンクラブ所属。 関西詩人協会代表。京都文学研究所代表。全国生活語詩の会代表。日本国際詩人協会理事。元日本モンゴル協会会長。

## 経歴
1931年12月17日生まれ。京都府亀岡市出身。同志社大学経済学部卒業。同志社大学経済学部在学中に「同志社文学」を発行、実存主義の影響を受ける。卒業後、京都銀行に勤めながら詩作を続け、詩誌「ノッポとチビ」「ゲリラ」などを発行する。昭和40年代に盛んになったフォークソング運動では、高石友也、岡林信康らと交流、創作わらべうたなどがフォークシンガーたちによって歌われ、〝オーラル派〝と呼ばれる。1977年には京都銀行金閣寺支店長からタカラブネに転職、1982年には役員となった。
この間、創作活動を続け、詩集『終りのはじまり』『迷路から』『白い闇』『よそ者の唄』『東西南北』『インドの記憶』『有馬敲詩集』、創作わらべうた集『らくちゅうらくがいらくがき』、合唱曲集『ちいさなちきゅう』、評論集『定住と移動』『京の夢・異郷の夢』『現場と芸術』、小説『芦生の森』など詩、小説、評論などを発表し、2000年からそれらを収録した『有馬敲集』全25巻（編集工房ノア・未踏社）を刊行中。詩集は英語など30数か国語に訳されている。
1995年日本モンゴル協会会長。また1990年から国際詩大会に参加し、詩朗読を提唱。世界各国で開催される大会で自作の詩を朗読。2002年スペインのグラン・カナリア国際詩人祭の国際詩人賞・アトランチダ賞を東洋人で初めて受賞した。その後、インド、モンゴル、ギリシャなどの国際詩賞も受賞。また、国内では、創作わらべうた「せみ」「かもつれっしゃ」などが国語教科書に採用されている。さらに2000年以降は生活語詩を提唱し、詩集『浮世京草子』（2002）『古都新生』（2009）などを出版するとともにアンソロジー『現代生活語詩集』（2007）ほか数冊を編集して、全国的な話題となっている。平成25年（2013年）度、京都市芸術振興賞受賞。
2022年9月24日、脳出血のため死去。90歳没。

## 代表作・作品名

### 詩集
- 『変形』（1957）
- 『薄明の壁』（1959）
- 『新篇わらべうた』（1963）
- 『贋金つくり’63』思潮社（1963）
- 『ぼくのしるし』（1966）
- 『海からきた女』思潮社（1967）
- 『わたしのげんまん』（1967）
- 『くりかえし』（1971）
- 『終りのはじまり』(1973)
- 『迷路から 有馬敲詩集』国文社, 1977.9
- 『ありがとう 有馬敲少年詩集』 (詩の散歩道) 田島征彦絵. 理論社（1981）
- 『島 詩集』砂子屋書房, 1982.10
- 『ぱろでいふうる 詩集』近代文芸社, 1982.6
- 『ちいさなちきゅう 創作わらべうた』土曜美術社, 1983.10
- 『モンゴルの馬 詩集』素人社, 1988.10
- 『有馬敲詩集』 (日本現代詩文庫) 堀内統義 編集・解説. 土曜美術社, 1988.11
- 『定住と移動』現代京都詩話会, 1989.3
- 『インドの記憶 詩集』花神社, 1992.6
- 『転生記』 (The works of Arima Takashi 2) 編集工房ノア, 1993.10
- 『徒労の斧』 (The works of Arima Takashi 1) 編集工房ノア, 1993.6
- 『風に誘われて』 (The works of Arima Takashi 4) 編集工房ノア, 1994.11
- 『少年』(The works of Arima Takashi 3) 編集工房ノア, 1994.5
- 『藁と漂泊』 (The works of Arima Takashi 5) 編集工房ノア, 1995.11
- 『非公用語圏詩人の手記』 (The works of Arima Takashi 6) 編集工房ノア, 1997.6
- 『半壊れの壁の前で 詩集』思潮社, 1999.9
- 『糺の森』澪標、2000
- 『浮世京草子』澪標, 2002.9
- 『洛中洛外』思潮社, 2006.9
- 『霧の国のゲリラ』 (有馬敲集 第11巻) 京都文学研究所, 2008.5
- 『古都新生』竹林館, 2009.8
- 『古都の孤独』 (有馬敲集 第15巻) 京都文学研究所, 2009.8
- 『有馬敲全詩集』沖積舎（2010）
- 『糺の森 有馬敲詩集』竹林館, 2010.9
- 『晩年 有馬敲詩集』土曜美術社出版販売,（2013）
- 『新編　有馬敲詩集』（日本現代詩文庫）日本国際詩人協会(2013)
- 『ほら吹き将軍: 有馬敲詩集』澪標（2014）
- 『寿命』竹林館, 2015.10
- 『有馬敲詩集』（現代詩文庫）思潮社（2016）
- 『時の二重奏 Duet of time : 響き合う東西詩人: 詩的対話』ジャーメイン・ドルーゲンブロート共著（日本国際詩人協会）(2016)
- 『存の二重奏 = Duet of existence :響き合う東西詩人 詩的対話』ダンテ・マッフィア共著. Japan Universal Poets Association, 2017.1
- 『新編ほら吹き将軍 有馬敲詩集』澪標, 2017.4
- 『もっと光を 詩集』澪標, 2021.6

### 小説
- 『バグダッドへの道』（2003）
- 『レマン湖の月』
- 『京の森の物語』(有馬敲集 第9巻) 京都文学研究所（2007）

### 編纂
- 『日本替歌全集 時事篇』編著. 替歌研究会, 1968
- 『日本替歌全集 遊戯編』編著. 替歌研究会, 1968
- 『最新日本現代詩集』編著, Jacques Lalloz [訳]. 竹林館, 2005.12
- 『生活語詩二七六人集 山河編 2008年版』山本十四尾,鈴木比佐雄共編. コールサック社, 2008.9
- 『現代の風刺25人詩集』佐相憲一共編. コールサック社, 2014.8

### 評論集
- 『現代のガリヴァー 有馬敲評論集』他人の街社, 1970
- 『替歌研究』京都文学研究所（2000）
- 『替歌・戯歌研究』京都文学研究所（2003）
- 『時代を生きる替歌・考 諷刺・笑い・色気』人文書院, 2003.9
- 『現代生活語詩考』京都文学研究所（2008）
- 『有馬敲 言行録　セレクション』田中茂二郎編. 土曜美術社出版販売(2016) ISBN 978-4-8120-2304-4

### 回想録
- 『火柱の美学』（2020)

### 翻訳
- フスト=ホルヘ・パドロン『地獄の連環』訳編. 澪標, 2001.9

## 受賞歴
- 中部日本詩人賞努力賞（第8回）〔1960年〕（詩集『薄明の壁』にて）
- サンケイ児童出版文化賞・推薦賞〔1982年〕
- アトランチダ賞（第５回）〔2002年〕
- マイケル・マドスダン賞（第28回）〔2003年〕
- モンゴル国文化基金賞〔2004年〕
- サラミナ詩文学翻訳賞〔2005年〕（『孤独な遍歴者』にて）
- 京都市芸術文化協会賞〔2008年〕

## 音楽との関係
- 1967年、関西フォークソング運動に参加。自作の詩のうち、30余の詩に作曲家、ミュージシャンが曲をつけて様々なアーティストが歌い、レコード、CDとなっている。
- 1970年代から京都のコーヒーハウス「ほんやら洞」などを拠点にして、秋山基夫、片桐ユズルらとオーラル派を結成。全国各地で自作詩の朗読キャラバンをつづけた。秋山、 片桐の3人によるポエトリー・リーディングの実況録音盤「ほんやら洞の詩人たち」（URC）が1975年にリリースされた。
- 「値上げ」、「年輪」などを高田渡が作曲・歌唱し、自身のアルバムに収録。
- 「180°回転」に高田渡が曲をつけ、第1回全日本フォークジャンボリーで中川五郎が歌う。
- 創作わらべうた「まつかさ」、「ゆあそび」など子ども向けの詩に岩井宏らが曲を付けて、バラーズ、マヨネーズ（坂庭省悟、中嶋陽二ら）が歌い、1970年に「ぼくのしるし わらべうた24」（URC）として、レコード化している。
- 他に、小椋佳、杜こなてらが作曲している。
- 岡林信康の楽曲など関西フォークでしばしば見られた替え歌を紹介した「時代を生きる替歌・考　諷刺・笑い・色気」（人文書院、2003年）を上梓。